# فيكرز فرجينيا
فيكرز فرجينيا  (بالإنجليزية: Vickers Virginia)‏ هي قاذفة قنابل أنتجت في المملكة المتحدة. كانت تستخدم بشكل أساسي من قبل سلاح الجو الملكي. كان أول طيران لها في 24 نوفمبر 1922. دخلت الخدمة في 1924، انتهت خدمتها في 1941. صنع منها 124 طائرة.